# Muzeum Sztuki Nachuma Gutmana

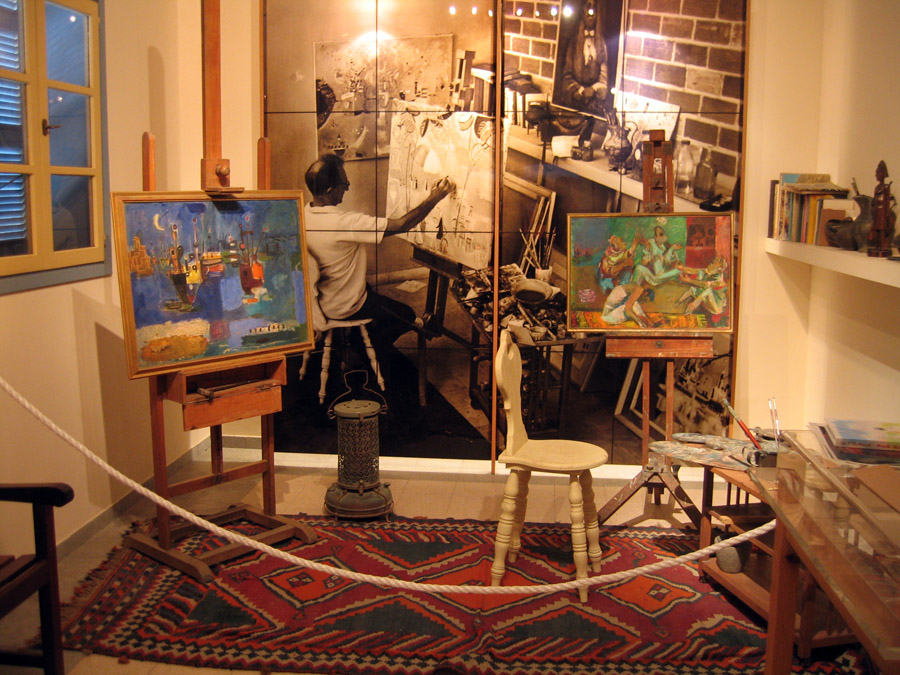
Muzeum Sztuki Nachuma Gutmana

Muzeum Sztuki Nachuma Gutmana (hebr. מוזיאון נחום גוטמן לאמנות) jest położone w osiedlu Newe Cedek w Tel Awiwie, w Izraelu. Muzeum posiada bogatą kolekcję prac izraelskiego malarza i rzeźbiarza Nachuma Gutmana.

## Historia
Budynek, w którym obecnie mieści się muzeum, został wybudowany w 1887 i był jednym z pierwszych domów powstałych w osiedlu Newe Cedek. W latach 1907–1914 mieściła się w nim redakcja gazety „Hapoel Hazair” (hebr. הפועל הצעיר; pol. Młody Pracownik), na czele której stał pisarz Josef Chajjim Brenner. W domu tym mieszkali także inni znani hebrajscy pisarze, tacy jak Debora Baron, Aharonowicz, Brush, Jehuda Burla i inni. Podczas I wojny światowej budynek zmienił swoje przeznaczenie i stał się zwykłym domem mieszkalnym, który został całkowicie opuszczony w latach 60. XX wieku. Planowano jego rozbiórkę.
W 1992 zaniedbany dom kupił Żydowski Fundusz Narodowy, który postanowił zrealizować w nim projekt edukacyjno-kulturalny. Prace renowacyjne budynku przeprowadzono pod nadzorem architekta Ronnie Zeiberta. Otwarcie muzeum nastąpiło w maju 1998 w obecności rodziny zmarłego artysty (malarza, rzeźbiarza i pisarza) Nachuma Gutmana (1898–1980). Rodzina przekazała do muzeum zbiory artysty. Dodatkowo do muzeum przeniesiono całą pracownię Gutmana, która została zachowana w swoim pierwotnym wyglądzie.

## Zbiory muzeum
Muzeum posiada bogatą kolekcję obrazów izraelskiego malarza Nachuma Gutmana. Wychował się on w Tel Awiwie i zawsze mocno identyfikował się z tym miastem. W swoich obrazach wykrozystywał on różnorodne techniki malarskie, jednak najczęściej ich tematem był krajobraz Tel Awiwu. Jego prace ukazują przemiany miasta na przestrzeni historii.
Dodatkowo muzeum organizuje różnorodne wystawy malarstwa i fotografii z całego świata. Realizowane są także projekty edukacyjne dla dzieci i młodzieży.